# Sahak II d'Oughki
Sahak II d'Oughki ou Oughketsi (en arménien Սահակ Բ Ուղկեցի) est un catholicos de l'Église apostolique arménienne de 534 à 539.

## Biographie
Originaire du village d'Oughki dans le canton de Hark'h (en Tôroubéran), Sahak II succède en 534 au catholicos Mouchè d'Aïlaber. Fidèle aux principes du premier concile de Dvin de 506 et auteur d'« aucune action notable dans l'histoire », il est suivi sur le trône catholicossal par Kristapor Ier de Tiraritch en 539.